# Vattenkrinum
Vattenkrinum (Crinum thaianum) är en art i krinumsläktet från Thailand. Den växer i öppet strömmande vattendrag mellan några cm djupt, ner till 2 m. Arten odlas ibland som akvarieväxt.

## Beskrivning
Vattenlevande perenn ört med lök. Lök till 7 cm i diameter med lökhals. Blad bandlika, 2-3 m långa och 1,5-2 cm breda, ljusgröna, något tandade. Blomstjälk till 80 cm lång, grön med purpur ton med två rödaktiga stödblad. Blommor 5-8 st, 12-16 cm vida, vita eller rödaktiga med smalt lansettlika blomblad. Blompip 12-14 cm lång, grönaktigt vit. Väldoftande. 
Det finns sammanlagt fem vattenlevande krinum-arter. De andra är krusig vattenkrinum, C. aquaticum, C. calamistratum och C. purpurascens.

## Odling
Den används ofta som bakgrundsväxt i stora akvarier och planteras så att 2/3 av löken är synlig över gruset, annars ruttnar lätt löken. Kräver stort utrymme men är en mycket bra och tålig akvarieväxt. Bladen är sega och klarar sig ofta bra gentemot växtätande fiskar. Beskärs genom att de längsta bladen klipps av.
När plantan blir äldre kan den blomma med blomställningen över vattenytan. Accepterar också bräckvatten.
Förökas med sidolökar.